# سیل (آلاباما)
سیل (به انگلیسی: Seale) یک منطقهٔ مسکونی در ایالات متحده آمریکا است که در آلاباما واقع شده‌است. سیل ۱۰۳٫۹۴ متر بالاتر از سطح دریا واقع شده‌است.